# Li Auto L8
La Li Auto L8 (in cinese: 理想L8) è una autovettura prodotta dalla casa automobilistica cinese Li Auto dal 2022.

## Descrizione

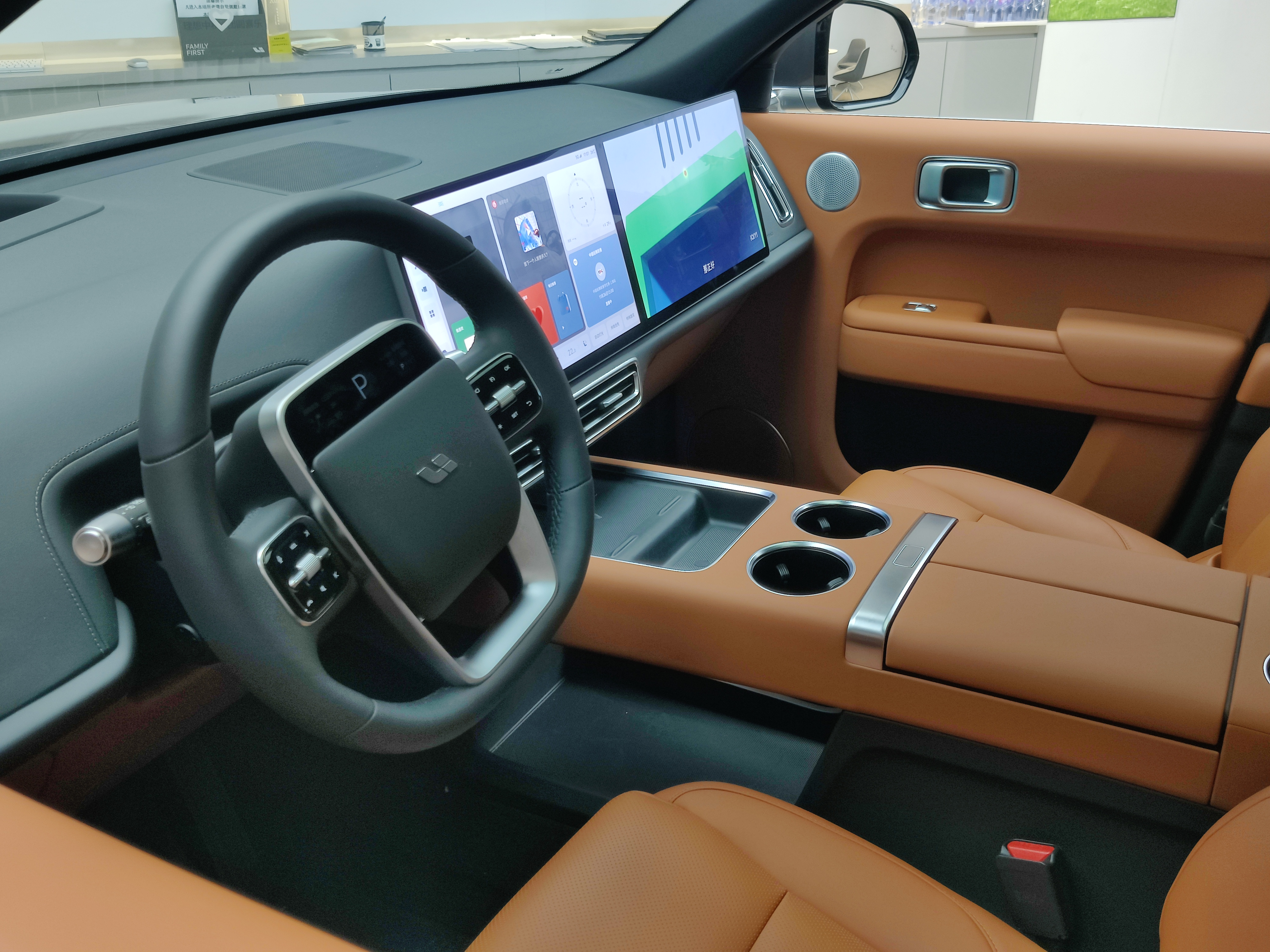
Interni

La Li Auto L8 è stata presentata nel settembre 2022 durante un evento trasmesso online in diretta streaming. Dopo tre anni di presenza sul mercato cinese, la Li Auto One è stata sostituita nell'ottobre 2022 dalla Li Auto L8. I primi veicoli sono stati consegnati in Cina alla fine del 2022.
Si tratta di un Crossover SUV di grandi dimensioni, disponibile con configurazione a sei posti disposti su tre file. L'interno è dotato di due schermi posti sulla plancia, touchscreen con risoluzione 3K da 15,7 pollici con sistema di infotainment Android Auto, alimentato da un doppio processore Qualcomm Snapdragon 8155, e di un mini schermo montato all'interno della corona del volante come sulla Li Auto L9.
La vettura è una PHEV, dotata di due motori elettrici: un motore da 130 kW (170 CV) posto sull'asse anteriore e un motore da 200 kW (270 CV) montato su quello posteriore. A questi inoltre si aggiunge un motore a benzina che funge da generatore per la batteria e i motori elettrici, non essendo direttamente collegato alle ruote. Il motore a benzina è un 4 cilindri in linea turbo da 1,5 litri montato all'interno del cofano anteriore alimentato da un serbatoio con 65 litri.
La potenza totale è di 330 kW (440 CV) e 620 Nm. L'autonomia dichiara secondo il ciclo di omologazione WLTC è di 700 km, di cui nella sola modalità elettrica di 168 km. La ricarica delle batterie fino all'80% della loro capacità, attraverso una presa d'alimentazione esterna, richiede 30 minuti con un caricabatterie rapido. Una ricarica completa a 200 V richiede 6,5 ore. La capacità totale della batteria è di 40,9 kWh.